# Sebastian Freigang

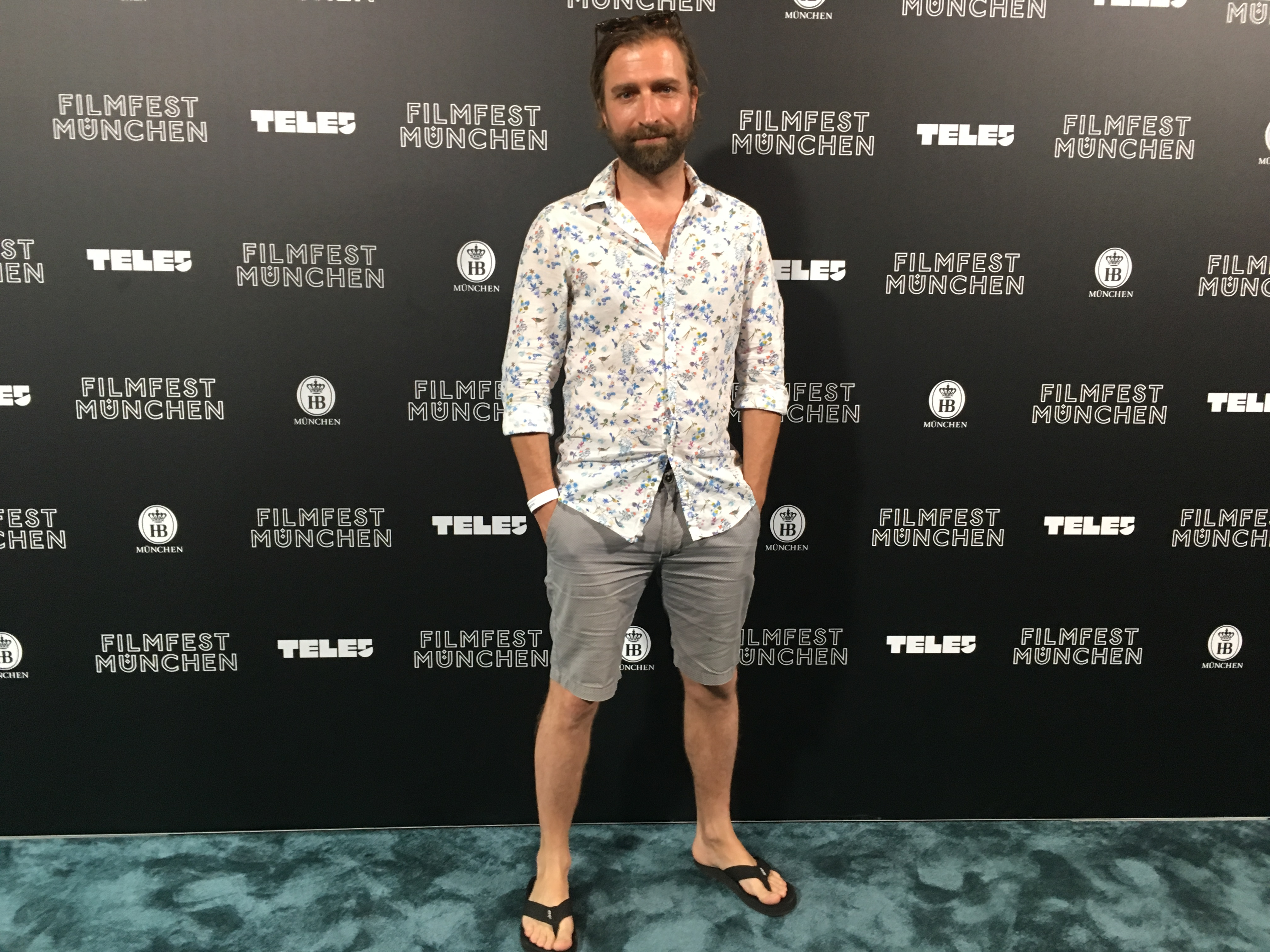
Sebastian Freigang

Sebastian Freigang (* 1977) ist ein deutscher Schauspieler.

## Leben
Sebastian Freigang absolvierte seine Schauspielausbildung von 2004 bis 2007 am Europäischen Theaterinstitut Berlin (Schauspielschule Berlin). Außerdem besuchte er Schauspielkurse und Weiterbildungen, u. a. am Institut für Schauspiel, Film- und Fernsehberufe (ISFF) in Berlin. Seit 2013 arbeitet er regelmäßig bei der Berliner Agentur „Die Tankstelle“ mit Dominique Chiout.
Während seines Studiums trat er am Deutschen Theater in Inszenierungen von Friedo Solter und Michael Thalheimer auf. Weitere Theaterengagements hatte er beim „Theatersommer Netzeband“ (2007), beim Theater Lindenhof (2007–2009), am Theater N.N. in Hamburg (2008, als Hofnarr Trinculo in Der Sturm), beim Jungen Theater Göttingen (2008) und bei verschiedenen freien Produktionen. Beim Theater Lindenhof war er u. a. der Bärenjosef in einer Bühnenfassung der Geier-Wally.
Seit der Spielzeit 2010/11 gehört er zum Ensemble des Berliner Kriminal Theaters. Dort trat er u. a. als Botanikus Severin in Der Name der Rose (2011–2014), den „Glücksritter“ Philip Lombard in Zehn kleine Negerlein (Spielzeit 2011/12, u. a. mit Kaspar Eichel als Partner), als Ehemann Giles Ralston und als Detective Sergeant Trotter in Die Mausefalle (2013–2014) und als James Ferguson in Tod auf dem Nil (ab 2014) zu sehen. Auch in späteren Wiederaufnahmen war er immer wieder in diesen Rollen zu sehen. Mit den Produktionen des Berliner Kriminal Theaters trat er bei Gastspielen auch in Mecklenburg-Vorpommern (Putbus, Kloster Chorin) und deutschlandweit auf. In dem Kriminalstück Revanche – Ein Mord für zwei von Anthony Shaffer übernahm er in der Spielzeit 2016/17 unter der Regie von Wolfgang Rumpf die Rolle des mittellosen Schauspielers und Geliebten Milo Tindle. 2019 gastierte er mit dem Berliner Kriminaltheater als Sergeant Trotter in Die Mausefalle am Theater im Park in Bad Oeynhausen.
Freigang wirkte auch in verschiedenen Kinofilmen, TV-Spielfilmen und TV-Serien mit. Zu seinen Kinoproduktionen gehörten Die vierte Macht und Am Himmel der Tag, die beide im Jahre 2012 ihre Premiere hatten.
In dem TV-Drama Unter Anklage: Der Fall Harry Wörz (2014) spielte er Walter, den besten Freund der Hauptfigur Harry Wörz (gespielt von Rüdiger Klink). Im November 2014 war er in der ZDF-Krimiserie SOKO Wismar in einer Episodenrolle als Buchhändler Martin Radke zu sehen. Außerdem wurde er mehrfach als Werbedarsteller verpflichtet.
Sebastian Freigang lebt mit seiner Partnerin, die ebenfalls Schauspielerin ist, in Berlin-Neukölln. Er ist Vater einer Tochter.

## Filmografie (Auswahl)
- 2011: Bild von ihr (Spielfilm)
- 2012: Die vierte Macht (Kinofilm)
- 2012: Am Himmel der Tag (Kinofilm)
- 2013: Spreewaldkrimi: Feuerengel (Fernsehreihe)
- 2014: Unter Anklage: Der Fall Harry Wörz (Fernsehfilm)
- 2014: SOKO Wismar: Durchzug (Fernsehserie, eine Folge)
- 2015: Grzimek (Fernsehfilm)
- 2016: Auf der Flucht (Kurzspielfilm)
- 2016: Die Opfer – Vergesst mich nicht (Fernsehfilm)
- 2017: Maybe, Baby! (Kinofilm)
- 2018: Dogs of Berlin (Fernsehserie)
- 2018: Counterpart (Fernsehserie)
- 2019: Bruder Schwester Herz (Kinofilm)
- 2021: Tatort: Die Kalten und die Toten
- 2022: Blutige Anfänger: Tod in Acryl (Fernsehserie, eine Folge)
- 2022: Theresa Wolff – Waidwund (Fernsehreihe)
- 2023: Ein starkes Team – Kurierfahrt in den Tod (Fernsehreihe)